# José Boaventura Sá Rosa
José Boaventura Sá Rosa (Rio de Janeiro, 17 de dezembro de 1955 — 21 de abril de 2005) foi um músico brasileiro de blues e música regional. Participou por mais de 30 anos dos principais eventos da canção sul-mato-grossenses.
Natural do Rio de Janeiro, residiu desde criança em Campo Grande. Aos 12 anos iniciou os estudos de violão. Em 1968 já participava como intérprete nos festivais de canção estudantis. Nos anos 1970 e 1980, além dos festivais esteve presente no disco Prata da casa, gravado ao vivo em 1982 e, nos anos 1990 participou do CD Mato Grosso do Som, em que a cítara indiana foi o destaque.
No fim de 1982 viajou para Milão. Em 1983 seguiu para a Ásia, onde permaneceu durante dois anos. Ficou a maior parte do tempo na Índia, onde se dedicou ao estudo da cítara, sendo atualmente o único citarista do estado e um dos poucos em atividade no Brasil. Esteve no Nepal, Tailândia, Paquistão e Birmânia. De volta ao Brasil, dedicou-se à experiência de integrar a canção regional à canção indiana.
Nos anos 1980 realizou recitais de cítara mesclado com canção regional, além de apresentações ligadas ao blues com músicos locais. Nos anos 1990 formou o grupo Dharma, no qual a cítara estabelecia o contraponto com o violão acústico e a percussão. Em 1995 gravou seu primeiro CD Oceanos no céu, do qual fazem parte composições regionais temperadas com estilo country e blues, com a participação de músicos locais. Em 2002 gravou seu segundo CD, intitulado Blues e sonhos no rio dos tuiuiús, sendo o primeiro de blues produzido em Mato Grosso do Sul, com o apoio da lei de incentivo à cultura.
Apresentou-se no Festival de Inverno de Bonito, tendo se apresentado em locais diversos como o Clube do Jazz, Stones Blues Bar, Bar Fly, Projeto Sesc Encena (Teatro Prosa) e Usina Conceição Ferreira, entre outros. Em 2004 participou do primeiro CD coletânea de rock de MS, intitulado Bônus Track, com a canção Entre o medo e o poder, de sua autoria.

## Discografia
- Blues e sonhos no rio dos tuiuiús (2002)
- Oceanos no Céu (1995)